# Priscilla White
Pour les articles homonymes, voir Priscilla White (chanteuse) et White.
Priscilla White (17 mars 1900 - 16 décembre 1989) est une chercheuse médicale, pionnière dans le traitement du diabète pendant la grossesse et du Diabète de type 1. Elle est également membre fondatrice du Joslin Diabetes Center.

## Biographie
White est née à Boston, dans le Massachusetts, mais alors qu'elle est bébé, ses parents divorcent et elle vit à Woolaston. Elle est diplômée du Quincy High School dans le Massachusetts. Elle fréquente le Radcliffe College avant d'être transférée à la Tufts University Medical School, où elle obtient son troisième diplôme de sa classe l'année 1923. À l'époque, la Harvard Medical School n'accepte pas les femmes. Elle fait son internat au Worcester Memorial Hospital.
En 1924, Elliott P. Joslin (en) l'approche pour lui demander si elle travaillerait sur le test de nouveaux médicaments pour traiter le diabète à Lahey Clinic. À son insu, elle travaille avec les premières formes d'insuline. Elle rejoint le cabinet de Joslin l'année suivante en 1924 et est immédiatement affectée à la tâche difficile de s'occuper d'enfants atteints de diabète.
Elle estime que sa plus grande contribution au domaine du diabète est son travail décrivant l'hérédité, les stades et le traitement du diabète de type 1, "bien que le travail sur la grossesse ait été plus spectaculaire". White écrit Diabetes in Childhood and Adolescence en 1932  et joue un rôle essentiel dans la création et le fonctionnement du Clara Barton Birthplace Camp for Diabetic Girls, parcourant souvent 65 miles pour atteindre le camp après une journée complète de travail.

## Travaux
Elle commence ses recherches sur la grossesse vers 1928 avec Joslin comme mentor dans une relation père-fille. Elle montre l'importance d'un contrôle strict de la glycémie et d'un accouchement précoce pour assurer la bonne santé des nouveau-nés. En 1949, elle introduit la classification des grossesses diabétiques, qui classe les patientes selon leur niveau de risque et adapte leur protocole de traitement en conséquence. Les niveaux de risque sont déterminés par l'âge au début, la durée, la présence d'une maladie vasculaire athéroscléreuse et les complications rénales. En 1968, elle ajoute la rétinopathie proliférante aux facteurs de risque. Cette classification est largement adoptée et permet aux médecins de prédire en partie l'évolution d'une femme atteinte de diabète pendant la grossesse et les chances de survie du nouveau-né.
Lorsque White commence à travailler avec Joslin, le taux de réussite fœtale est de 54 % ; quand elle prend sa retraite en 1974, il est à plus de 90 %. Au cours de ses 50 années de travail, White gère les accouchements de plus de 2 200 femmes atteintes de diabète et la supervision de quelque 10 000 cas de diabète de type 1. Après sa retraite, elle reste en contact avec les collèges et continue à s'impliquer dans la communauté plus large des diabétiques, principalement en soignant et en travaillant sur les problèmes émotionnels des jeunes atteints de diabète.
Elle est la première femme à être invitée à donner la conférence commémorative Banting et à recevoir la médaille Banting, la plus haute distinction scientifique de l'American Diabetes Association. Hobart et William Smith la citent comme l'une des douze femmes médecins exceptionnelles du monde.
White est décédée d'une crise cardiaque le 16 décembre 1989 à Ashland, Massachusetts.